# Michał Adamuszek
Michał Adamuszek (* 29. April 1986) ist ein polnischer Handballspieler.
Der 1,91 Meter große und 108 Kilogramm schwere Kreisläufer stand bis 2013 bei MMTS Kwidzyn unter Vertrag. Mit diesem Verein spielte er im EHF Challenge Cup (2008/2009, 2009/2010). Zuvor spielte er bei KPR Miedź Legnica. Nach seinem Engagement in Kwidzyn spielte er bei Stal Mielec, Śląsk Wrocław und Górnik Zabrze.
Michał Adamuszek stand im Aufgebot der polnischen Nationalmannschaft, so für die Europameisterschaft 2010.